# اكتئاب جزئي
الاكتئاب الجزئي (يطلق عليه أيضا بالاكتئاب الخفيف، أو اضطراب عسر المزاج) هو اضطراب مزمن في المزاج وأكثر اعتدالا من الاكتئاب الرئيسي أو السريري وبالتعريف النفسي الاصطلاحي: هذا الاضطراب يكون مستمرًا مع صاحبه لكن أقل تأثيراً من الكآبة الرئيسية والمصابون بها قادرون على ملازمة نشاطاتهم وأعمالهم اليومية دون الحاجة إلى الذهاب إلى الطبيب.

## أعراض
أعراضه قد تكون مشابهة لبعض أعراض للكآبة الرئيسية ومنها:
- - عسر بسيط في المزاج
- - انخفاض في تقدير الذات
- - ضعف الأداء الدراسي أو العملي
- - الانسحاب الاجتماعي
- - الخجل
- - نزاعات مع العائلة
- - مشاكل النوم
- - العداوة العصبية
- - رغبة بالبكاء

## تشخيص
هذا الاضطراب من الصعب تشخيصه وخصوصا أنه لا يسبب أي صعوبات واضحة لصاحب هذا النوع من الاكتئاب.
يجب أن تكون الأعراض مستمرة لأكثر من ستة أشهر.

## طرق العلاج
- -العلاج السلوكي المعرفي
- -العلاج الدوائي: تساعد أدوية الاكتئاب في تحسين المزاج ونوعية الحياة وتخفيف الأعراض المرافقة للاكتئاب الجزئي. ومن أمثلة الأدوية المستعملة متبطاث السيروتونين الانتقائية مثل بروزاك - ديروكسات - زولوفت ومضادات الاكتئاب ثلاثية الحلقات مثل تفرانيل.
- -العلاج بممارسة الرياضة: تعد ممارسة الرياضة من أهم الوسائل التي يمكن للمريض ممارستها للابتعاد عن اعراض الاكتئاب الخفيف. ومن أهم الرياضات التي ابدت نجاحا واضحا في ابعاد اعراض الاكتئاب الخفيف هي رياضة حمل الأثقال، نظرا للإجهاد العضلي التي تمر به عضلات الجسم كله في هذه الرياضة. قد لا يجد المريض استجابه في خفض عسر المزاج لديه في بداية ممارستة الرياضة، وذلك بسبب ان الاستجابة تأتي تدريجية على مدى شهرين تقريبا. ونظرا لأن هذا النوع من الاكتئاب يعد مزمنا، فإنه يجب على الشخص بالإستمرار على ممارسة الرياضة.